# Circonscription d'Adiss Kidam
La circonscription d'Adiss Kidam est une des 135 circonscriptions législatives de l'État fédéré Amhara, elle se situe dans la Zone Agew Awi. Son représentant actuel est Girma Mekonnen Mengesha.